# Bernt Nilsson
Bernt Nilsson, född 23 juni 1919 i Gärdslösa församling, död 24 juni 1987 i Kalmar, var en svensk ombudsman och socialdemokratisk politiker.
Nilsson var ledamot av andra kammaren 1969-1970. Han var därefter ledamot av enkammarriksdagen 1971-1982, invald i Kalmar läns valkrets.